# Attentati di Mumbai del 26 novembre 2008
Gli attentati di Mumbai del 26 novembre 2008 sono stati una serie di 10 attacchi terroristici islamici avvenuti simultaneamente nella città indiana e che provocarono 195 vittime e circa 300 feriti, la maggior parte indiani. Gli scontri sono durati circa 60 ore e sono finiti con il sanguinoso blitz per la liberazione dell'hotel Taj Mahal, dove si erano asserragliati gli ultimi terroristi. Il totale degli ostaggi liberati durante le operazioni è di 610 persone. I terroristi uccisi invece sono stati nove, mentre uno è stato preso vivo.

## Descrizione
Alle 21.30 ora locale a Mumbai (precedentemente nota come Bombay) è iniziata una serie di attacchi verso cittadini stranieri, concentrati principalmente nel quartiere turistico e nella stazione ferroviaria. Tutti gli attacchi, tranne quello alla periferia nord di Mumbai che ha visto l'esplosione di un'autobomba, sono stati caratterizzati da sparatorie per mezzo di fucili AK-47, lancio di granate e presa di ostaggi.
Il più grave degli attacchi ha avuto luogo nella sala d'aspetto della stazione: uomini armati hanno sparato e lanciato granate contro la folla. Sono stati poi presi d'assalto gli hotel di lusso della città con la presa di numerosi ostaggi. Gli hotel assaltati sono stati: Oberoi, Taj Mahal e Trident. Al Taj Mahal si sono registrate numerose esplosioni e incendi. Testimoni hanno riferito che i terroristi cercavano persone con passaporto britannico o statunitense. Tra i vari obiettivi anche un centro di studio ebraico dove hanno perso la vita il rabbino, sua moglie e altri ostaggi.
Circa 400 soldati dei reparti speciali dell'Esercito e 300 appartenenti allo Special Action Group della Guardia di Sicurezza Nazionale (NSG, un corpo scelto composto da militari dell'esercito e poliziotti alle dipendenze del Ministero dell’Interno) oltre a 36~100 commando del MARCOS (reparti speciali della Marina) sono stati mandati a Mumbai. Questi corpi di élite sono stati protagonisti di numerose operazioni per stanare i terroristi e liberare gli ostaggi sia negli hotel che nel centro ebraico. Gli attentati sono stati rivendicati dai Deccan Mujahideen, un'organizzazione fino a quel momento poco conosciuta. Molti esperti sono concordi nel dire che anche la mano di al-Qāʿida è presente dietro a questi eventi.

## Luoghi degli attentati

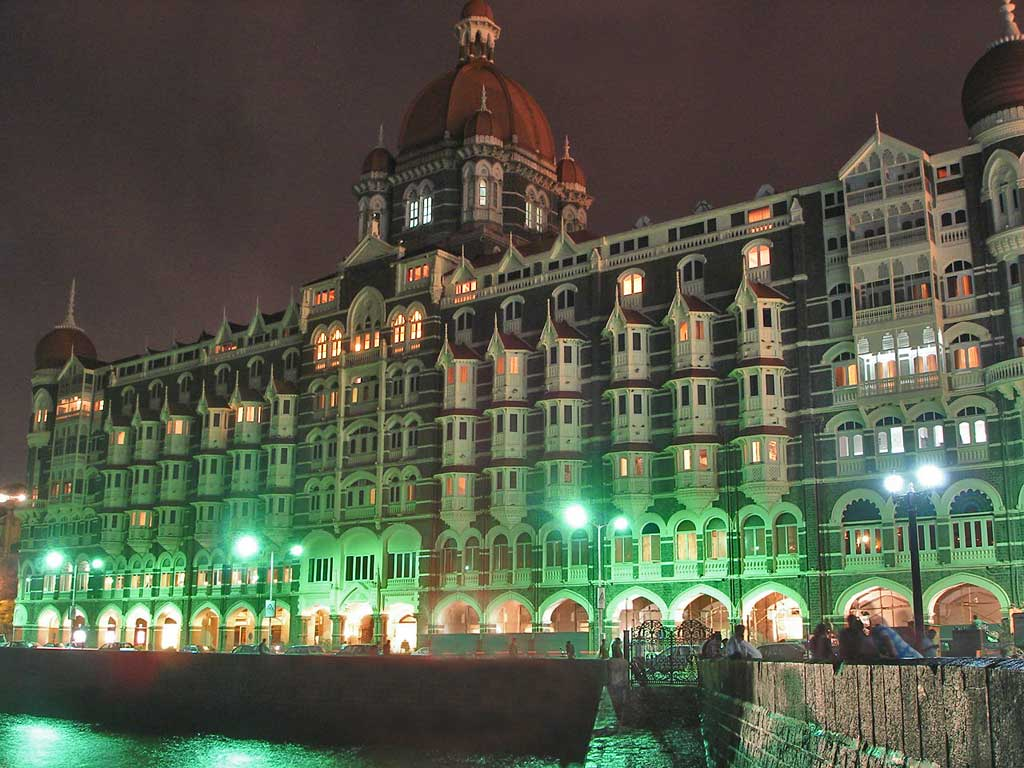
Il Taj Mahal Palace

| Luogo                                       | Tipo di attacco                                    |
| ------------------------------------------- | -------------------------------------------------- |
| Stazione ferroviaria Chhatrapati Shivaji    | Spari e granate                                    |
| Comando della polizia                       | Spari                                              |
| Leopold Café                                | Spari                                              |
| Taj Mahal Palace & Tower hotel              | Sparatorie, esplosioni, incendi e presa di ostaggi |
| Oberoi Trident hotel                        | Sparatorie, esplosioni, incendi e presa di ostaggi |
| Teatro metropolitano                        | Sparatoria                                         |
| Mazagaon docks                              | Esplosioni                                         |
| Ospedale di Cama                            | Sparatorie e presa di ostaggi                      |
| Nariman House, sede del Movimento Lubavitch | Sparatorie e presa di ostaggi                      |
| Vile Parle, periferia di Mumbai             | Autobomba                                          |

## Eventi
L'attacco è iniziato alle 21.30 locali con l'assalto alla stazione ferroviaria. In poco tempo, i terroristi, hanno preso il controllo anche degli altri obiettivi, tra cui i 3 hotel di lusso. La successiva mobilitazione della polizia e dell'esercito indiano è stata praticamente immediata.
All'alba del 28 novembre almeno 17 soldati delle forze speciali indiane si sono calati da un elicottero sul tetto del centro ebraico nel complesso della Nariman House, dove gli estremisti islamici tenevano in ostaggio almeno una decina di cittadini di religione ebraica, tra i quali alcuni israeliani ed i gestori del centro, un rabbino americano e la moglie. Purtroppo al termine del blitz vengono trovati i corpi senza vita del rabbino e di altri 4 ostaggi. Due terroristi vengono uccisi, e si contano anche delle vittime, probabilmente feriti, tra le squadre di assalto.
Poco dopo si ha la notizia della liberazione di 93 ostaggi al Trident. Nel primo pomeriggio anche l'hotel Oberoi si trova sotto controllo, mentre si continua a sparare al Taj Mahal. Nella mattina del 29 novembre, a circa 60 ore dall'inizio degli attentati, il blitz al Taj Mahal ha fine: gli ultimi tre terroristi asserragliati vengono uccisi, l'hotel è finalmente libero e le operazioni vengono dichiarate concluse.

### Cronologia degli eventi al Taj Mahal
| Data      | Ora           | Evento                                                                              |
| --------- | ------------- | ----------------------------------------------------------------------------------- |
| 27 Nov    | 3:30          | L'esercito presidia l'hotel                                                         |
| 27 Nov    | 4:30          | Più di 200 persone vengono evacuate                                                 |
| 27 Nov    | 6:35          | L'esercito circonda l'area, gruppi speciali entrano nell'hotel                      |
| 27 Nov    | 10:30         | Si sentono colpi di arma da fuoco all'interno                                       |
| 27 Nov    | 12:00         | 50 persone evacuate                                                                 |
| 27 Nov    | 16:30         | I terroristi appiccano fuoco al 4º piano                                            |
| 27 Nov    | 19:20         | Altri reparti speciali fanno irruzione nell'hotel                                   |
| 27 Nov    | 23:00         | Continuano le operazioni                                                            |
| 27-28 Nov | 14:53 - 16:59 | Si sentono 10 esplosioni di granate                                                 |
| Nov 28    | 15:00         | I commando della marina trovano dell'esplosivo.                                     |
| Nov 28    | 16.00         | 12-15 cadaveri vengono trovati dai commando della marina all'interno del Taj Mahal. |
| Nov 28    | 21:30         | Nuove esplosioni e colpi di arma da fuoco all'interno del Taj Mahal.                |
| Nov 29    | 3:40 - 4:10   | Si sentono 5 esplosioni provenienti dal Taj Mahal.                                  |
| Nov 29    | 5:05          | Si presume che ci siano ancora due o tre terroristi all'interno.                    |
| Nov 29    | 7:45          | Incendi al primo piano, fumo nero al secondo. Rumori di spari frequenti.            |
| Nov 29    | 9:05          | Uccisi gli ultimi tre terroristi. Il Taj Mahal è libero.                            |

### Cronologia degli eventi al Oberoi Trident
| Data   | Ora   | Evento                                                                               |
| ------ | ----- | ------------------------------------------------------------------------------------ |
| 27 Nov | 6:00  | Le truppe speciali arrivano e fanno irruzione nell'hotel.                            |
| 27 Nov | 8:40  | Si sentono colpi di arma da fuoco.                                                   |
| 27 Nov | 13:30 | Due piccole esplosioni, rinforzi entrano nell'hotel                                  |
| 27 Nov | 15:25 | Alcuni stranieri vengono salvati                                                     |
| 27 Nov | 17:35 | Altri rinforzi per le forze militari                                                 |
| 27 Nov | 18:00 | 27 ostaggi escono dal Air India building, 4 stranieri sono accompagnati in ospedale. |
| 27 Nov | 18:45 | Sentita una esplosione. Ci sono feriti. Molte persone sono tratte in salvo.          |
| 27 Nov | 19:10 | Un terrorista è fermato                                                              |
| 27 Nov | 19:25 | Incendi al 4º piano                                                                  |
| 27 Nov | 23:00 | Le operazioni continuano                                                             |
| 28 Nov | 15:00 | Vengono trovati 24 cadaveri. Le operazioni sono terminate                            |

### Cronologia degli eventi al Nariman House
| Data   | Ora   | Evento                                                                       |
| ------ | ----- | ---------------------------------------------------------------------------- |
| Nov 27 | 7:00  | La polizia incomincia l'evacuazione dai palazzi vicini.                      |
| Nov 27 | 11:00 | Conflitto a fuoco tra i terroristi e la polizia.                             |
| Nov 27 | 14:45 | I terroristi fanno esplodere delle granate. Nessun ferito                    |
| Nov 27 | 17:30 | I reparti speciali dell'esercito arrivano e si calano dagli elicotteri       |
| Nov 27 | 23:00 | Continuano le operazioni                                                     |
| Nov 28 | 19:30 | Tutti e 5 gli ostaggi, incluso il Rabbino e la sua moglie sono trovati morti |
| Nov 28 | 20:30 | I reparti speciali dichiarano finite le operazioni, due i terroristi uccisi  |

## Responsabilità degli attentati
L'operazione è stata rivendicata da un gruppo islamista poco conosciuto, i Mujahideen del Deccan, tramite un messaggio di posta elettronica spedito a varie agenzie giornalistiche. In settembre, i Mujahidin indiani, avevano annunciato possibili atti terroristici nella città e le forze dell'ordine sospettavano un attacco contro cittadini con il passaporto inglese o americano.
I media hanno riportato che gli attacchi sono stati compiuti da giovani provenienti dall'Asia meridionale. Il governo indiano ha indicato il Pakistan come provenienza dei terroristi. Molti esperti sono concordi nel vedere la mano di al-Qāʿida dietro tutto questo. A rafforzare la tesi che i terroristi siano di provenienza pakistana il ritrovamento di un telefono cellulare di proprietà di uno rimasto ucciso, che ha svelato che è stata fatta una telefonata verso Karachi poco prima dell'inizio degli attentati. Numerose testimonianze dei sopravvissuti hanno parlato di telefonate verso il Pakistan.
La marina militare Indiana ha escluso l'implicazione di pirati, molto attivi in questo periodo in svariate operazioni sanguinose.

## Vittime
| Nazionalità | Morti | Feriti | Ref.                |
| ----------- | ----- | ------ | ------------------- |
| India       | 137   | 256    |                     |
| USA         | 6     | 4      | [ 2 ]               |
| Israele     | 4     | -      | [ 3 ]               |
| Germania    | 3     | 3      | [ 4 ]               |
| Australia   | 2     | 2      | [ 5 ]               |
| Canada      | 2     | 2      | [ 6 ]               |
| Francia     | 2     | -      | [ 6 ]               |
| Giappone    | 1     | -      | [ 7 ]               |
| Grecia      | 1     | 1      | [ 8 ]               |
| Singapore   | 1     | -      | [ 7 ] [ 9 ]         |
| Italia      | 1     | -      | [ 10 ]              |
| Paesi Bassi | 1     | 1      | [ 11 ] [ 12 ]       |
| Giordania   | 1     | -      |                     |
| Malaysia    | 1     | -      | [ 13 ]              |
| Mauritius   | 1     | -      | [ 14 ]              |
| Messico     | 1     | -      | [ 15 ]              |
| Thailandia  | 1     | -      | [ 16 ]              |
| Regno Unito |       | 7      | [ 17 ]              |
| Oman        | -     | 2      | [ 4 ]               |
| Spagna      | -     | 2      | [ 4 ] [ 18 ] [ 19 ] |
| Austria     | -     | 1      | [ 20 ]              |
| Filippine   | -     | 1      | [ 21 ]              |
| Cina        | -     | 1      | [ 4 ]               |
| Finlandia   | -     | 1      | [ 4 ]               |
| Norvegia    | -     | 1      | [ 22 ]              |

Almeno 195 persone hanno perso la vita negli attacchi, e più di 300 hanno riportato ferite. La maggior parte delle vittime è di nazionalità indiana: moltissimi civili e 14 appartenenti alle forze armate e di polizia. Si contano alcune vittime anche tra una ventina di nazionalità straniere. Quattro Israeliani hanno perso la vita nell'assalto del centro di cultura ebraico. L'unico terrorista superstite ha dichiarato che gli Israeliani erano uno degli obiettivi principali dell'attentato. In aggiunta, quindici terroristi sono stati uccisi e uno è stato arrestato. Sette cittadini inglesi hanno riportato delle ferite. Molti dei feriti stranieri sono stati portati presso l'ospedale di Bombay. Anche tre addetti alla ferrovia sono rimasti uccisi. Il governo del Maharashtra ha annunciato che stanzierà dei fondi per i familiari delle vittime e per chi ha subito lesioni gravi.

## Reazioni
Moltissime le reazioni di sdegno da parte di tutte le nazioni del mondo e unanime la condanna del terrorismo.
Il Primo Ministro indiano Manmohan Singh, ha lanciato in diretta TV una lunga condanna contro i gruppi di terroristi, annunciando un potenziamento delle forze dell'ordine, e l'istituzione di trattative diplomatiche per impedire ai paesi limitrofi di accogliere i terroristi. Dall'Italia, i primi commenti dei leader politici concordano sul costante impegno da mantenere contro il terrorismo, il ministro degli Esteri Franco Frattini ha inoltre aggiunto: "è la prima minaccia alla quale la comunità internazionale deve far fronte". Parole di sdegno e di condanna, anche dalle maggiori organizzazioni Islamiche e da tutti i paesi del Medio Oriente.
Il governo del Pakistan ha respinto qualsiasi tipo di accusa pervenuta dopo che si è scoperta la provenienza dei terroristi, anche se l'evento ha portato a un nuovo inasprimento delle tensioni tra i due paesi.
A seguito degli attentati, tutte le scuole, i collegi e molti uffici, tra cui la borsa di Bombay, sono rimasti chiusi il 27 novembre. La produzione di serial TV e di film di Bollywood nella città è stata fermata. I due giorni di incontri che rimanevano dei 7 previsti tra la squadra di cricket inglese e le squadre indiane sono stati cancellati e gli inglesi hanno fatto immediato ritorno a casa.
Molte compagnie aeree internazionali hanno interrotto momentaneamente le operazioni a Mumbai, nell'interesse della sicurezza dei passeggeri e degli equipaggi. In aggiunta, la Delta Air Lines ha cancellato tutti i voli per Mumbai, ad eccezione di un volo per prelevare i propri dipendenti.
La Francia, per conto dell'Unione europea, ha inviato un aereo militare per prelevare la delegazione di europarlamentari rimasti coinvolti negli attacchi. Sul velivolo troveranno probabilmente posto altri europei che dovranno essere rimpatriati.
Negli Stati Uniti d'America il Presidente eletto Barack Obama ha telefonato al premier indiano per presentargli le proprie condoglianze. Nel frattempo il Presidente George W. Bush ha tenuto in videoconferenza una riunione con i principali responsabili della sicurezza americani, tra cui il segretario di stato Condoleezza Rice, per fare il punto della situazione sulla minaccia del terrorismo.
Il governo di Israele ha criticato l'intervento delle truppe speciali indiane per liberare il centro ebraico, giudicandolo troppo "rischioso e prematuro" e che avrebbero indirettamente provocato la morte degli ostaggi, tra cui il rabbino Gavriel Holtzberg e la moglie Rivka.
A seguito degli attentati il ministro dell'interno indiano, Shivraj Patil, si è dimesso, ammettendo di avere una responsabilità morale nell'accaduto. La decisione di Patil fa seguito ad un'ondata di critiche che la stampa indiana ha rivolto nelle ultime ore al comportamento del governo e di tutto il mondo politico.

## Nei media
- Il film francese del 2015 Taj Mahal è liberamente ispirato a questa vicenda.
- Il film del 2018 Attacco a Mumbai - Una vera storia di coraggio (Hotel Mumbai), diretto da Anthony Maras, racconta delle vittime e dei sopravvissuti agli attacchi terroristici.